# Sœurs de Marie Reine des Apôtres

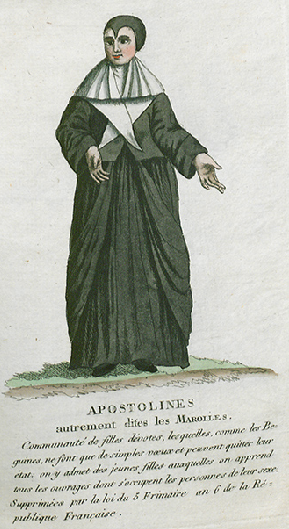
Apostolines

Les Sœurs de Marie Reine des Apôtres encore appelées Apostolines forment une congrégation fondée en Italie en 1959 par le Père Giacomo Alberione.
Elles font partie de la Famille paulinienne.

### Articles liés
- Famille paulinienne
- Ordres religieux par ordre alphabétique